# Esichio I di Vienne
Esichio (... – verso il 490) è stato un vescovo di Vienne dal 480 al 490. È venerato come santo dalla Chiesa cattolica.

## Biografia
Fa parte di quei cinquanta vescovi che ressero la diocesi dalle origini del periodo romano al periodo carolingio fino all'anno mille, che sono stati tutti canonizzati.
Due suoi due figli divennero anch'essi vescovi: Apollinare a Valence e Avito a Vienne.